# Kudremani, Belgaum
Kudremani là một làng thuộc tehsil Belgaum, huyện Belgaum, bang Karnataka, Ấn Độ.